# Zaiful Nizam
Zaiful Nizam  (* 24. Juli 1987 in Singapur), mit vollständigen Namen Zaiful Nizam bin Abdullah, ist ein singapurischer Fußballspieler.

## Karriere

### Verein
Zaiful Nizam erlernte das Fußballspielen in der National Football Academy in Singapur. Seinen ersten Vertrag unterschrieb er 2009 bei Gombak United. Der Verein spielte in der ersten Liga, der S. League. Nachdem der Verein beschoss, sich aus finanziellen Gründen 2013 aus der Liga zurückzuziehen, wechselte er nach 60 Erstligaspielen Anfang 2013 zu Balestier Khalsa. Mit dem Verein gewann er 2013 den Singapore League Cup. Im Endspiel besiegte man Brunei DPMM FC mit 4:0. Ein Jahr später gewann er mit Khalsa den Singapore Cup. Home United wurde im Endspiel mit 3:1 geschlagen. 2015 stand er mit Khalsa wieder im Endspiel des League Cup. Das Finale verlor man gegen Albirex Niigata (Singapur) mit 2:1. Nach über 150 Erstligaspielen wechselte er Ende August 2021 zum ebenfalls in der ersten Liga spielenden Geylang International. Für Geylang bestritt er 29 Erstligaspiele. Zu Beginn der Saison 2023 unterschrieb er einen Vertrag beim Ligakonkurrenten Hougang United.

### Nationalmannschaft
Zaiful Nizam spielte zweimal in der Nationalmannschaft von Singapur. Sein Länderspieldebüt gab er am 6. Juni 2015 in einem Freundschaftsspiel gegen Brunei.

## Erfolge
Balestier Khalsa
- Singapore League Cup: 2013
- Singapore Cup: 2014